# Яблона
Яблона (рум. Iabloana) — село у Глоденському районі Молдови. Адміністративний центр однойменної комуни, до складу якої також входить село Сорока.

## Населення
За даними перепису населення 2004 року у селі проживали 2858 осіб; 2014 рік - 2263 особи. 
Національний склад населення села:
| Національність       | 2004           | 2004       | 2014           | 2014      |
| Національність       | Кількість осіб | Частка, %  | Кількість осіб | Частка, % |
| -------------------- | -------------- | ---------- | -------------- | --------- |
| українці             | 1443           | 50,5       | 1106           | 48,9      |
| молдавани румуни     | 1355 1         | 47,4 < 0,1 | 1085 6         | 47,9 0,3  |
| росіяни              | 55             | 1,9        | 62             | 2,7       |
| гагаузи              | 1              | < 0,1      | ...            | ...       |
| болгари              | 1              | < 0,1      | ...            | ...       |
| інша / без відповіді | 2              | 0,1        | 4              | 0,2       |
| Всього               | 2858           | 100        | 2263           | 100       |

Повсякденна мова мешканців села (2014, %):
| мова                 | кількість осіб | частка, % |
| -------------------- | -------------- | --------- |
| українська           | 1069           | 47,24     |
| молдовська/румунська | 1016           | 44,90     |
| російська            | 168            | 7,42      |
| інші/не вказали      | 10             | 0,44      |